# Lucia Visconti
Lucia Visconti (1380-14 avril 1424) est une aristocrate milanaise, comtesse de Kent de 1407 à 1408. Elle est l'un des quinze enfants de Barnabé Visconti et de Reine della Scala.

## Jeunesse
Lucia Visconti est née à Milan en 1380 de Barnabé Visconti, seigneur de Milan avec son frère Galéas II, et de Reine della Scala.  Elle a neuf sœurs, dont Valentine, reine de Chypre  et Catherine, qui a épousé leur cousin Jean Galéas, premier duc de Milan. 

## Arrangements matrimoniaux
Entre 1382 et 1384, Barnabé chercha activement à négocier son mariage avec Louis II, duc d'Anjou et futur roi de Naples. Ce mariage aurait fait de Lucia la future reine de Sicile.  À l'époque, la discorde régnait dans la famille Visconti, en effet, Jean Galéas, qui a succédé à son père Galéas II en 1378, voyait le mariage imminent comme une menace qui renforcerait la position de son oncle aux dépens de la sienne. Au printemps 1385, Barnabé est déposé et fait prisonnier par son neveu. Le contrat de mariage entre Louis II et Lucia est annulé et à la mort de Barnabé en décembre 1385, Jean Galéas devient le seul dirigeant de Milan, lui donnant le pouvoir de décider avec qui Lucia devrait se marier.
Le prétendant le plus prestigieux envisagé pour Lucia était Henri de Lancastre (futur roi Henri IV d'Angleterre), qui avait  visité Milan en 1393 et qui l'avait éblouie. En 1399, alors que le mariage était en discussion, Henri, dont la première femme est décédée en 1394, est banni en France pour dix ans par le roi Richard II qui lui confisque ses terres. Pour Jean Galéas, la politique passe avant tout et il suspendit les négociations, insistant pour qu'Henri retourne en faveur avant que les pourparlers puissent se poursuivre. Lucia était éprise d'Henri et dit à sa sœur Catherine que si elle pouvait être sûre de l'épouser, elle l'attendrait "jusqu'à la fin de sa vie, même si elle savait qu'elle mourrait trois jours après le mariage". 
Plus tard cette année, Henri revint en Angleterre et renversa Richard avec l'aide du roi de France, mais les négociations de mariage ne reprirent jamais.
Au lieu de cela, Jean Galéas offrit la main de Lucia à Frédéric Ier, futur électeur de Saxe, et ils se sont mariés en 1399, mais le mariage n'a jamais été consommé et elle a pu obtenir une annulation au motif qu'elle y avait été forcée.  Une pièce musicale intitulée Più chiar che'l sol d'Antonello da Caserta aurait été composée pour le mariage.

### Edmond Holland

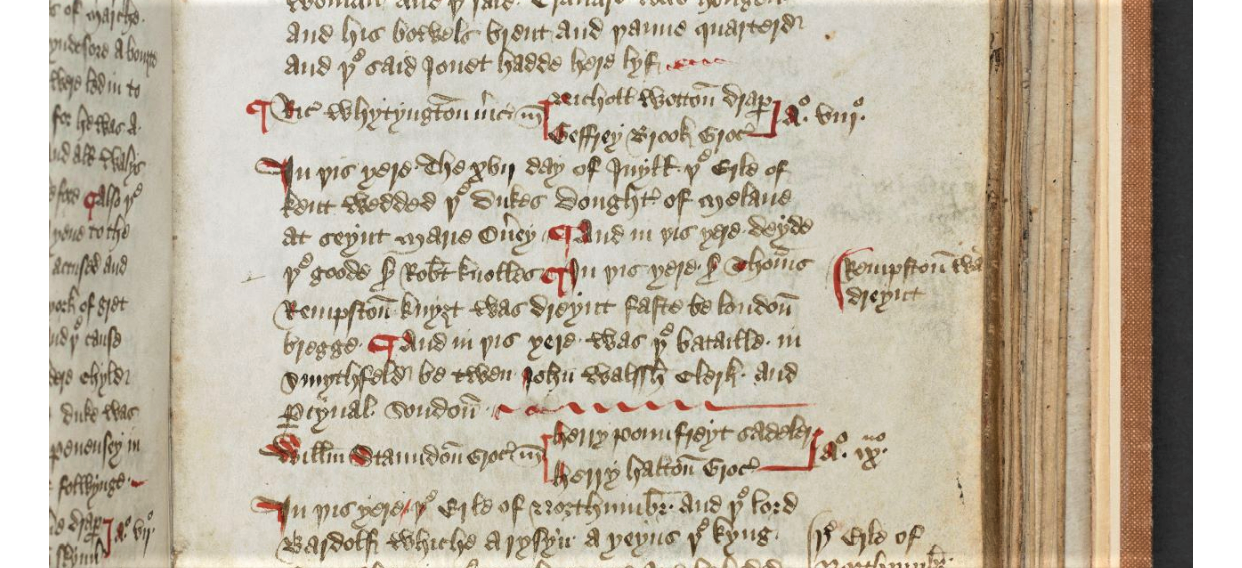
L'annonce du mariage entre Lucia Visconti et Edmond Holland, dans A Chronicle of London (British Museum)

La mort de Jean Galéas en 1402 a semblé éliminer la possibilité d'un futur mariage politique pour Lucia Visconti. Pourtant, Henri qui s'était remarié en 1403 n'avait pas oublié l'adolescente de Milan qui s'était entichée de lui et il s'arrangea pour qu'elle épouse Edmond Holland, 4e comte de Kent, l'un de ses soldats préférés qui avait combattu à la bataille de Shrewsbury.  En mai 1406, le contrat de mariage est établi, prévoyant une dot de 70 000 florins dont 12 000 devant être payés à la consommation du mariage, suivis de versements annuels de 8 285 florins,  ce qui arrangeait Edmond Holland qui avait de grandes dettes dues à son soutien militaire au roi et à l'entretien de plusieurs comtesses douairières. 
Le mariage a lieu le 24 janvier 1407 à la cathédrale de Southwark, faisant de Lucia Visconti la nouvelle comtesse de Kent. Lors de la cérémonie, c'est le roi qui remet Lucia à son mari. Cependant, le mariage connaît des débuts difficiles. En effet, en 1406, Edmond avait eu une liaison avec Constance d'York, qui, l'année suivante, avait donné naissance à une fille illégitime, Éléonore. En septembre 1408, Lucia Visconti devient veuve quand Edmond est tué au combat en Bretagne. Le couple n'a pas eu d'enfants. 

## Veuvage
Contrairement aux autres veuves de son temps, Lucia Visconti n'a pas été obligée de retourner auprès sa famille, mais a plutôt été en mesure de vivre comme elle le voulait en utilisant son titre de comtesse de Kent à son profit. Comme son mari l'avait laissée avec peu d'argent (la dot n'était pas encore payée), elle devait faire face à des dettes majeures. Elle décida donc de suivre les traces de sa demi-sœur Donnina (qui avait épousé le mercenaire John Hawkwood) en s'adressant à Henri pour obtenir une aide financière. Le roi lui accorda un tiers du revenu de sa part des terres de son défunt mari (ce qui représentait un cinquième de la succession, le reste étant divisé entre ses quatre sœurs)  le reste étant utilisé pour payer ses créanciers. Ce n'était pas suffisant pour équilibrer ses comptes, et Lucia a dû demander au Parlement des lettres de marque qui obligeraient Milan à payer la dot. Cependant, Milan avait ses propres problèmes financiers après la mort de Jean Galéas et le paiement ne vint jamais.  Elle adressa une deuxième fois une demande d’allègement de sa dette au Parlement, promettant une partie de la dot aux créanciers d’Edmond. 
Cependant, le coût de l'entretien de ses domaines était trop élevé  et en juillet 1421, Visconti s'installa à l'abbaye de la Sainte Trinité, près de Londres, connu comme un endroit où les femmes de haut statut vivaient ensemble. On pense qu'elle a aussi vécu dans une maison construite en 1352 par Élisabeth de Clare, qui avait la réputation d'héberger des femmes dans des conditions politiques précaires. Elle y vivait une vie confortable, et elle était également impliquée dans le commerce, étant répertoriée comme exportatrice de marchandises vers l'Italie en 1423. 
Elle meurt le 14 avril 1424  . et est enterrée à l'église des frères augustins, qui était un lieu de culte populaire pour les immigrants italiens de Londres. Son épitaphe, écrite en latin, met l'accent sur son charme et sa beauté, sa famille et son héritage milanais, et ne mentionne pas du tout son mari. Il est transcrit dans un document du XVIe siècle conservé au British Museum, bien que la dernière partie soit intraduisible. 

## Héritage
Lucia Visconti léguera une partie de sa dot jamais payée à divers aristocrates anglais et autres immigrants italiens, le reste (ainsi que des objets personnels) allant à son intendant, à ses dames d'honneur, à son bouffon et à diverses institutions religieuses à Milan et en Angleterre, y compris la cathédrale de Southwark, l'abbaye de Bourne dans le Lincolnshire où Edmond est enterré et l'abbaye de la Sainte Trinité, mais tous les destinataires n'ont pas pu obtenir l'argent de Milan. Les legs aux destinataires religieux ont été faits à la condition de prier pour elle-même et pour l'âme d’Edmond. 
Comme sa dot n'a jamais été payée, les réclamations ont continué longtemps après sa mort. Les représailles prises contre les marchands milanais à Londres en 1464 pour récupérer cette somme étaient probablement liées à la dot, et celles-ci devinrent si handicapantes que les marchands furent obligés de cesser de commercer avec l'Angleterre en 1471, incitant Galéas Marie Sforza, duc de Milan, à ordonner à son envoyé en Angleterre de demander un répit.  En 1486, une lettre au nouveau duc de Milan, Jean Galéas Sforza, exigeait le paiement de la dot. Le duc a d'abord prétendu ne pas être au courant d'une telle dette, et trois ans plus tard, a finalement rejeté la demande car aucun document n'avait été fourni.  De nouvelles représailles ont eu lieu en Angleterre en 1489, mais le duc a pu convaincre Henri VII d'y mettre un terme. Cependant, l'empereur Frédéric III émit des lettres de marque en 1490, permettant aux agents anglais de capturer des commerçants milanais sur le Rhin. Même si le testament de Lucia Visconti a finalement été retrouvé, le duc de Milan continua de déclarer qu'il s'agissait d'une fraude.   Finalement, le roi Henri VII ordonna que les efforts pour faire respecter le versement de la dot soient abandonnés.